# A-381 (Spanje)

De A-381

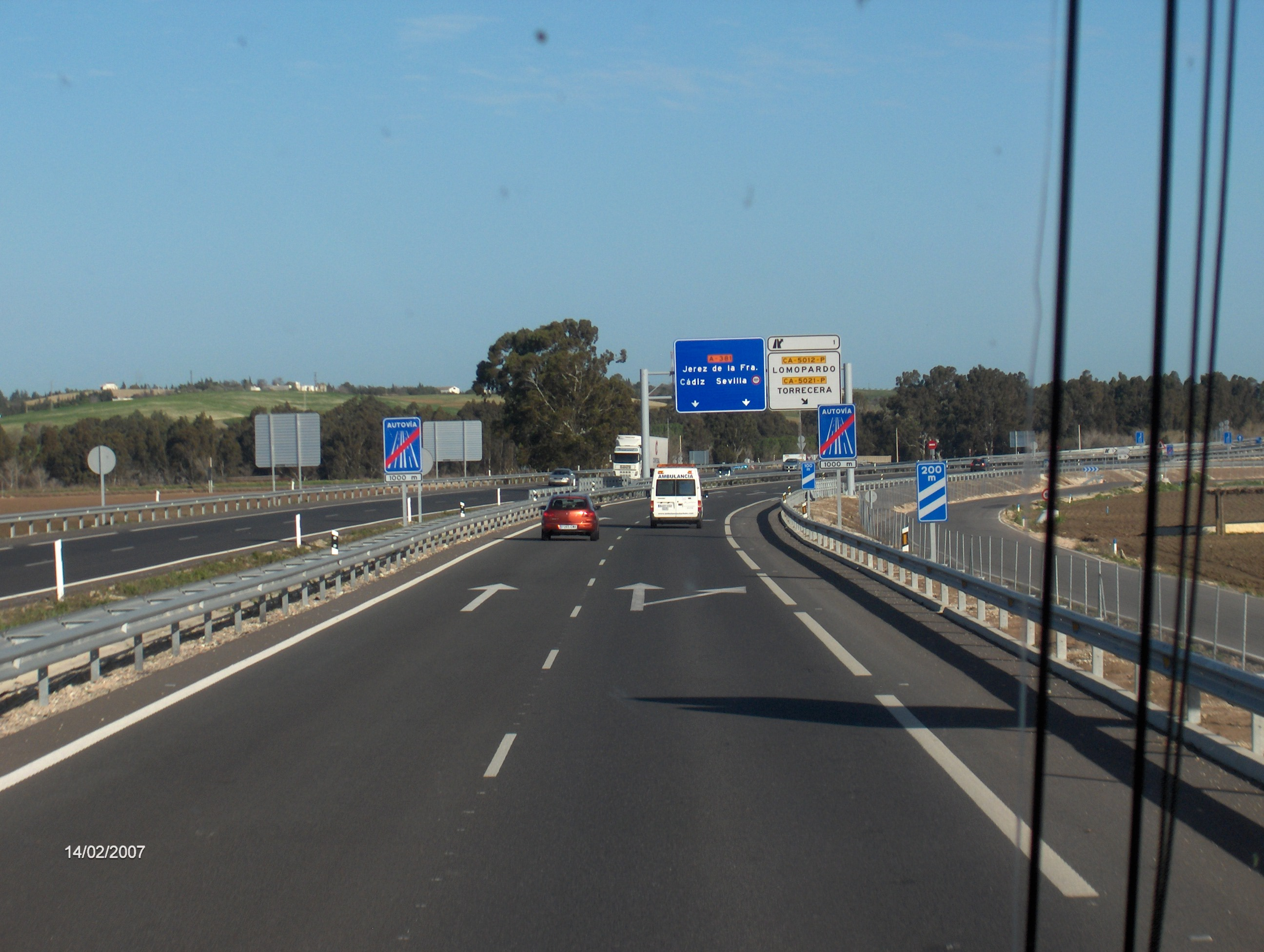
De A-381

De A-381 of Autovía Jerez-Los Barrios is een autovía in Andalusië. De snelweg is 88,3 kilometer lang en verbindt Jerez de la Frontera (AP-4) met Los Barrios (A-7). De A-381 werd aangelegd tussen 1998 en 2005.